# Amor a la polonesa
Amor a la polonesa (títol original en alemany, Verliebt in Masuren) és un telefilm alemany del 2018. S'ha doblat al català.

## Sinopsi
En Kurt és un capità de vaixell jubilat que ha anat sempre a la seva. Després d'un accident, la família necessita trobar urgentment algú que se n'ocupi. Amb el seu mal geni ja ha espantat tres cuidadores. L'agència els envia temporalment la Roza i el fill d'en Kurt no ho veu clar: la Roza és polonesa i el seu pare, que també va néixer a Polònia, renega de les seves arrels. En Kurt comença a fer-li la vida impossible, però ella, una dona amb molta empenta, no es deixa intimidar. Està decidida a passar com sigui aquesta setmana i a casa l'espera una filla embarassada que està a punt de casar-se. Tot es complica quan la substituta no apareix el dia acordat.